# Floresmonark
Floresmonark (Symposiachrus sacerdotum) är en starkt utrotningshotad fågel i familjen monarker som förekommer i Indonesien.

## Utseende och läten
Floresmonarken är en 15,5 cm lång, praktfullt tecknad flugsnapparliknande fågel. Ovansidan är gråsvart, mörkast på vingar och stjärt, med vita yttre stjärtpennor. Den är svart på panna och strupe, samt i form av en ögonmask, medan resten av undersidan är vit. Svartmaskad monark är mycket lik, men denna är roströd i ansiktet och på strupen samt har lite svart på de yttre stjärtpennornas bas. Bland lätena hörs en stigande vissling, elektriska toner och ett lågmält tjatter uppblandat med tre till fyra stigande visslingar.

## Utbredning och systematik
Fågeln förekommer enbart på sydvästra Flores i västra Små Sundaöarna. Den placerades liksom många andra monarkarter i släktet Monarcha, men genetiska studier visar att den endast är avlägset släkt och bryts nu tillsammans med ett stort antal andra arter ut till släktet Symposiachrus. Den behandlas som monotypisk, det vill säga att den inte delas in i några underarter.

## Status
IUCN kategoriserar arten som starkt hotad.